# Miss Sergipe 2013
O Miss Sergipe 2013 foi a 55ª edição do concurso que escolhe a melhor candidata sergipana para representar seu estado e sua cultura no Miss Brasil. O evento contou com a presença de dezesseis candidatas de diversos municípios do estado. A noite final da competição foi televisionada pela Band para toda a região.
Evlen Fontes, Miss Sergipe 2012 coroou sua sucessora ao título no final do evento, a vitoriosa foi Lisianny Bispo do município de Itabaiana. O mesmo ocorreu no Teatro Atheneu. A competição ainda contou com a presença de Gabriela Markus. Sob apresentação de Fernanda Pinheiro, o concurso ainda contou com as músicas do DJ Budah Moreno.

## Resultados
| Posição      | Cidade e Candidata                 |
| Miss Sergipe | - Itabaiana - Lisianny Bispo       |
| 2º. Lugar    | - Umbaúba - Izabella Fernandes     |
| 3º. Lugar    | - Tobias Barreto - Eldine Quintela |
| 4º. Lugar    | - Propriá - Tahinara Sanferry      |
| 5º. Lugar    | - Neópolis - Caroline Lima         |

### Premiações Especiais
| Posição             | Cidade e Candidata             |
| Miss Simpatia       | - Salgado - Jozzi Bianneychi   |
| Melhor Traje Típico | - Umbaúba - Izabella Fernandes |

## Jurados
A lista de jurados abaixo corresponde a final televisionada com as candidatas disputando o título: 
- Roberta Nascimento, editora da revista "Arte Ambiente";
- Boanerges Gaeta, diretor do Miss Brasil;
- Márcio Liko, jornalista;
- Márcio Mattos, coordenador do Miss Alagoas;
- Antônio Carlos, dono do "O Mago das Faixas";
- Nelson Valentim, designer;
- Ocimário Oliveira, arquiteto;
- Diego Bittencourt, colunista social;
- Raul Dantas, colunista de Moda;
- Vênia Mendonça, odontóloga;
- Gabriela Markus, Miss Brasil 2012;
- Anderson Teixeira, geógrafo;
- Hugo Xavier, nutricionista;
- Mariana Billy, empresária;
- Simone Costa, empresária.

## Candidatas
Apenas dezesseis aspirantes ao título vão competir neste ano do concurso:
| - Aquidabã - Fernanda Santos - Aracaju - Renata Rocha - Barra dos Coqueiros - Karen Muryelle - Capela - Tâmisa Melo - Carira - Camila Lisanto - Carmópolis - Mayara Alves - Estância - Erika Abrahão - Itabaiana - Lisianny Bispo | - Japoatã - Jamily Santos - Neópolis - Caroline Lima - Nossa Senhora da Glória - Melissa Andrade - Propriá - Tahinara Sanferry - Ribeirópolis - Gislâyne Cunha - Salgado - Jozzi Bianneychi - Tobias Barreto - Eldine Quintela - Umbaúba - Izabella Fernandes |

Desistências
- Malhador - Laís Freitas [5]
- Indiaroba - Hevely Catherine [6]
- Itaporanga d'Ajuda - Bruna Diniz
- Lagarto - Keize Mayara
- Simão Dias - Tirzah Wanne

Trocas
- Carmópolis - Bianca Vieira foi substitituida por Mayara Alves.